# GRAVITY Ø
〈GRAVITY Ø〉(그래비티 제로)는 Aqua Timez가 2010년 10월 13일에 발매한 열두 번째 싱글이다.

## 개요
- 전작 〈그림엽서의 봄〉 이후 약 9개월만에 발매된 싱글이다.
- MBS·TBS 애니메이션 《STAR DRIVER 빛의 타쿠토》 오프닝 곡으로 기용되었다.
- 애니메이션 타이업은 "Velonica" 이후 약 2년만이다.
- 수록곡 "ポケットの中の宇宙" 속 휘파람 소리는 기타 담당 다이스케가 녹음한 것.
- 싱글이 TOP5에 든 것 역시 "Velonica" 이후 약 2년만이다.

## 수록곡
1. GRAVITY Ø
2. 月のカーテン / 달의 커튼
3. ポケットの中の宇宙 / 주머니 속의 우주
4. GRAVITY Ø -Instrumental-

작사 : 후토시 / 작곡·편곡 : Aqua Timez (전곡)

## 차트
- 주간최고순위 5위 (오리콘 차트)
- 일일최고순위 4위 (오리콘 차트)